# 桓道县
桓道县，中国古县名。
北魏时改豲道县置，治所在今甘肃省陇西县东南。属南安郡，太和十年（486年），南安郡改名南安阳郡，郡治在桓道县。隋朝开皇初年，改武阳县。